# Lewis Harcourt, 1:e viscount Harcourt
Lewis Vernon Harcourt, 1:e viscount Harcourt, född 31 januari 1863, död 24 februari 1922, var en brittisk politiker. Han var son till William Vernon Harcourt.
Harcourt var fram till faderns död dennes privatsekreterare och medhjälpare, samt liberal medlem av underhuset 1904-17. Han tillhörde Henry Campbell-Bannerman och H.H. Asquiths regeringar, först som minister för offentliga arbeten 1905-10, därefter som statssekreterare för kolonierna 1910-15. I Asquiths samlingsregering 1915-16 var han på nytt arbetsminister. År 1917 blev han peer och tog plats i överhuset.